# Торосы
Торо́с, Торо́сы или Торо́сья — нагромождение обломков льда, до 10–20 метров в высоту, которые образуются в результате сжатия ледяного покрова. Лёд на реках и озерах торосьями — Торосня́к. Небольшой то́рос — Ропа́к. Торосы могут состоять как из морского льда, так и из пресного.
По определению международной метеорологической организации, гряда торосов — это сравнительно прямолинейное нагромождение битого льда, образовавшегося в результате его сжатия. Подводная часть тороса называется килем, а надводная — парусом. Доля полостей тороса, заполненных воздухом, снегом или водой, называется пористостью тороса. Обычно пористость киля тороса составляет 20–40% и зависит от многих факторов включая толщину обломков льда тороса и степень его консолидации. Пористость киля тороса обычно выше в нижней части киля и ближе к границе киля с ровными льдом. Когда температура воздуха опускается ниже температуры замерзания воды, верхняя часть киля торосов обычно начинает замерзать, образуя консолидированный слой. Из-за пористости, толщина консолидированного слоя часто увеличивается значительно быстрее, чем толщина ровного льда. В весенне-летний период торосы, в отличие от ровного льда, продолжают консолидироваться несмотря на более высокие температуры воздуха, но причины этого процесса относительно слабо изучены. Некоторые натурные измерения показывают, что поздняя консолидация торосов может быть связана с переносом снега в неконсолидированные области киля, что может происходить во весенний период, при уменьшении концентрации льда или деформациях льда. Это подтверждается наблюдениями значительной массовой доли снега (около 10%) в киле торосов в период таяния, а также наблюдениями значительной потери снега в открытой воде весной. Из-за более высокой шероховатости торосов, они обычно накапливают значительно больше снега внутри и на поверхности паруса по сравнению с другими типами льда, в среднем в три раза больше чем ровный лёд. Это приводит к относительно более медленной консолидации, но и к более позднему поверхностному таянию торосов. При этом, киль торосов тает в осенне-летний период значительно быстрее, чем ровный лёд, примерно в четыре раза быстрее для торосов с осадкой в 4–8 м в море Бофорта и в 4 раза быстрее чем ровный однолетний лёд для торосов с осадкой около 5 м в проливе Фрама.
Различают два вида образования торосов (или торошения): взлом (форма 1) и раздробление ледяного покрова (форма 2). Взломом называют такой вид торошения, когда в ледяном покрове образуются трещины и происходит нагромождение более или менее крупных обломков льда, принимающих всевозможные положения, до вертикального включительно. Раздроблением называется разрушение ледяного покрова на более мелкие части; оно сопровождается образованием торосов из сравнительно небольших кусков льда. Взлом и раздробление могут происходить и независимо друг от друга и совместно; в последнем случае наблюдается постепенный переход от формы 1 к форме 2.
Ледяной покров, загромождённый торосами, называют торосистым. Степень торосистости льда принято определять по пятибалльной шкале. В арктических морях наблюдается преимущественно торосистый ледяной покров, за исключением берегового припая между островами, в проливах, заливах, отмелях берегов (где лёд не подвергается сжатию). Сидящее на мели торосистое ледяное нагромождение высотой 10 метров и выше называется стамухой. Часто образует систему параллельных берегу валов льда и способствует образованию припая.
Торосы присутствуют в открытой части Северного Ледовитого океана, в Восточно-Сибирском и Чукотском морях, а также в море Бофорта и Балтийском море. Торосы занимают до 30–40% от общей площади морского льда и около половины от общего объема морского льда. Как и недеформированный (ровный) лёд, торосы могут быть однолетними, двулетними или многолетними в зависимости от того, сколько сезонов таяния им удалось пережить.

## Форма и размер торосов
Торосы могут образовываться изо льда различного возраста и толщины, но в основном состоят из тонкого и молодого льда толщиной 20–40 см. Глубина киля тороса обычно значительно превышает высоту паруса — обычно примерно в 3–5 раз, что определяется гидростатическим балансом ледяного строения. Киль также обычно в 2–3 раза шире паруса. Один из крупнейших исследованных торосов имел парус, возвышающийся на 12 м над поверхностью воды, и глубину киля в 45 м. В среднем, общая толщина торосов колеблется от 5 м до 30 м, при средней высоте паруса менее 2 м. Средняя глубина киля арктических торосов составляет 4,5 м. Высота паруса обычно пропорциональна квадратному корню толщины блоков торосов. Торосы в проливе Фрама обычно имеют трапециевидную форму с горизонтальной частью киля, занимающей около 17% от общей ширины торосов, и средней осадкой 7 м, тогда как торосы в Чукотском море и море Бофорта имеют вогнутую близкую к треугольной форму. Средняя толщина консолидированного слоя арктических торосов составляет 1,6 м. Зимой торосы консолидируются (замерзают) примерно в два раза быстрее, чем ровный лёд, при этом, отношение толщины ровного льда и толщины консолидированного слоя пропорционально квадратному корню из пористости тороса. Это приводит к тому, что к концу зимнего сезона соотношение толщины консолидированного слоя и ровного льда составляет 1,6–1,8. Однако весной и летом нередко встречаются полностью консолидированные торосы общей толщиной до 8 м. Консолидация торосов снижает уровень освещенности и пространство для жизни, доступное для организмов, что может иметь негативные экологические последствия, поскольку торосы считаются экологически горячими точками. Гряды торосов также играют важную роль в удерживании талой воды в подлёдных слоях, что может привести к образованию ложного дна и уменьшению скорости таяния более тонкого льда.

## Методы измерений торосов
Физическая характеристика гребней давления может быть выполнена с использованием следующих методов:
- Механическое бурение льда шнеками без керна или бурами с керном (когда керн извлекается для анализа).
- Съемка, при которой для определения геометрии паруса используется нивелир, теодолит или дифференциальная система GPS.
- Термическое бурение.
- Осмотр аквалангистами.
- Однолучевые и многолучевые гидролокаторы, закрепленные на морском дне или установленные на дистанционно управляемом подводном аппарате.
- Ряд термисторов для наблюдения за изменениями температуры тороса.
- Электромагнитная индукция с поверхности льда или с самолета.

## Морфометрические параметры
Торосы, являясь крупными ледяными образованиями, обладают значительной массой и, находясь в постоянном движении, могут повредить морскую инженерную инфраструктуру: подводные линии связи, трубопроводы, терминалы и др. Преодоление торосов — одна из сложнейших задач мореплавания в ледовых водах. Для определения возможной нагрузки на морские объекты и проектирования соответствующих защитных сооружений необходимо знать характерные и экстремальные значения основных морфометрических параметров ледяных образований, соответствующих конкретному району. К таким параметрам относятся высота паруса, глубина киля, общая толщина, горизонтальные размеры гряд торосов (длина гребня, ширина паруса, ширина киля) и др. Кроме геометрических (внешних) параметров гряд торосов, важно знать характеристики внутренней структуры торосов: пористость (относительное содержание пустот в торосе), размеры пустот, содержание «твердого льда» и, прежде всего, свойства консолидированного слоя тороса.
Консолидированный слой тороса, образующийся в результате смерзания отдельных обломков льда и расположенный большей частью ниже уровня воды, как правило, связывает отдельные элементы тороса в единый монолит, что обусловливает наиболее серьезную потенциальную опасность для морского сооружения. Исследование воздействия торосов на корпус судов и портовые сооружения показало, что основная нагрузка связана с воздействием на препятствие именно консолидированный слой внутри тороса. Изучение морфометрических параметров гряд торосов и особенностей развития в них консолидированного слоя имеет большое значение в первую очередь для выявления или уточнения природных механизмов, ответственных за эволюцию данного элемента ледяного покрова.